# Dávid Bélaváry
Pour les autres membres de la famille, voir Famille Burchard-Bélaváry.
Pour les articles homonymes, voir Burchard et Bélaváry.
Dávid Bélaváry de Szikava (en  hongrois : szikavai Bélaváry Dávid ; en latin : David Belevari/Belavary) (fl. 1599-1629), est un haut fonctionnaire hongrois du XVIIe siècle qui fut notamment président de la Chambre de Szepes et le conseiller principal du prince Gabriel Bethlen pour la Haute-Hongrie.

## Biographie
Il est le fils de György Both Bélaváry de Szikava, homme de lettres, magistrat et gouverneur de forteresse, et de Fruzsina Vizkelety. 

Dávid Bélaváry est au service de l'Archidiocèse d'Esztergom jusqu'à la campagne anti-Habsbourg de Bethlen en 1619. Il est cité comme préfet du domaine de Garamszentkereszt (1599), juge aulique (udvarbíró) de divers lieux : de la maison de l'Archidiocèse d'Esztergom à Körmöcbánya (cité en 1600), du domaine de Szentkereszt (cité en 1603), de la ville de Znió (cité en 1610), du district de Érsekújvár . Il suit Bocskai en 1604 lors de l'insurrection anti-Habsbourg (1604-1606) et est amnistié en même temps que la famille du palatin István Illésházy, par les Décrets du couronnement de Mathias en 1608. Nommé primat de Hongrie en 1616, Péter Pázmány réorganise l'administration de ses biens. C'est dans ce contexte que Bélaváry devient gouverneur des domaines (fl. 1618-1620) de l'archevêché. 
Fort d'une grande expérience dans le domaine économique foncier, il apparaît dans l'entourage du prince Gabriel Bethlen en 1619 et devient le 23 janvier 1620 l'administrateur de ses biens et revenus (universorum bonorum administrator). Véritable fiduciaire du prince, ses activités en Haute-Hongrie concernent tant le domaine administratif qu'économique, et vont de l'organisation du mariage du prince à Kassa à la réglementation des domaines viticoles, secteur clé dans la politique économique de Bethlen, non seulement en Haute-Hongrie, mais également en Transylvanie, et qui a une influence significative sur l'économie du royaume de Hongrie et même aussi sur celle de la Pologne. Dávid Bélaváry est ainsi le préfet du prince, metteur en œuvre de sa politique économique et son expert économique en Haute-Hongrie.
Il devient en 1621 le président et l'administrateur de la Chambre de Szepes - institution suprême pour les finances et l'économie de la Haute-Hongrie - jusqu'à la mort de Bethlen en 1629. Commissaire délégué de son Excellence, il est cité comme "commandant suprême de la chambre, conseiller et commandant suprême de tous les domaines [princiers] de ce côté et au-delà de la Tybiscus" (camerae supremus praefectus, consiliarius necnon omnium artium cis et ultra Tibiscanorum supremus praefectus en latin),, dont les forteresses de Galgocz et Likavka. 
Sa loyauté au prince ainsi que celle de ses fils est récompensée en 1627 par le domaine et château de Kovászó et par le village de Bene, dans le comté de Bereg, dons confirmés un an plus tard par Ferdinand II. Également seigneur de Vörösvár, Konaszo etc. 
Époux de Anna Dióssy de Tótdiós dont :
- Miklós Bélaváry (1611-1670), haut-fonctionnaire.
- György, général, "voïvode à pied" du château et comté de Györ (1657) et juge militaire de Hongrie („Judex Bellicus Hungaricus”) (1662), greffier du chapitre de Győr, seigneur de Vörösvár etc.